# Бунаков, Андрей Андреевич
Андрей Андреевич Бунаков — дворянин московский и воевода во времена правления Михаила Фёдоровича и Алексея Михайловича, из дворянского рода Бунаковы.
Единственный сын головы Андрея Дмитриевича Бунакова.

## Биография
Дневал и ночевал на Государевом дворе (15 июня 1626). Московский дворянин (1627-1640). Второй воевода в Томске (1634-1639). Жалован поместьем в Московском уезде (1640). Воевода в Нижнем Ломове (1644-1647). Неоднократно дневал и ночевал на Государевом дворе (1646-1647). На свадьбе царя Алексея Михайловича с Марией Ильиничной Милославской, стоял для оберегания в дверях Приходной палаты, у Столовой избы (26 января 1648). Воевода в Красноярске (1652), посылает своего племянника воевать Братских людей.

## Семья
Жена: Ирина Андреевна урождённая Коковинская, дочь Андрея Ивановича Коковинского, который дал в приданое деревни Воробьёво и пустошь Бальцово в Звенигородском уезде (1628).
Сын:
- Пётр Андреевич — московский дворянин и воевода.